# Drosophila curvicapillata
Drosophila curvicapillata este o specie de muște din genul Drosophila, familia Drosophilidae, descrisă de Oswald Duda în anul 1923.
Este endemică în Taiwan. Conform Catalogue of Life specia Drosophila curvicapillata nu are subspecii cunoscute.